# Francis Ducreux
Pour les articles homonymes, voir Ducreux.
Francis Ducreux, né le 14 février 1945 à Illeville-sur-Montfort et mort le 1er mai 2021 à Ouagadougou au Burkina Faso, est un coureur cycliste français, professionnel de 1968 à 1973. Il s'est ensuite reconverti dans l'organisation de compétitions cyclistes en Afrique telles que le Tour du Faso, le Tour du Togo, la Boucle du coton au Burkina Faso, le Tour de Madagascar, le Tour du Bénin, le Tour du Ghana, le Tour du Mali, le Tour de Guinée, le Tour de Mauritanie, le Tour du Niger, ainsi que le Tour de Corse professionnel de 1971 à 1981. Son frère Daniel a également été cycliste professionnel, de 1970 à 1974.

## Palmarès

### Palmarès amateur
- 1961
  - 3e du championnat de France sur route cadets
- 1963
  - Critérium de La Machine
  - 3e du championnat de Normandie sur route
- 1964
  - Grand Prix de Saint-Hilaire-du-Harcouët
  - 5e et 9e étapes du Tour de Bulgarie
  - 2e de Paris-Dreux
  - 3e du championnat de Normandie sur route
- 1965
  - 3e étape du Tour du Maroc
  - Tour de Corrèze :
    - Classement général
    - 2e étape (contre-la-montre)

  - 3e de Paris-Ézy
  - 3e du Grand Prix de Nice
- 1966
  - Tour du Vaucluse
  - Cinq Jours du Maine
  - Nice-Puget-Théniers-Nice
  - 4e étape du Tour des Bouches-du-Rhône
- 1967
  - Paris-Évreux
  - Grand Prix des Fêtes de Coux-et-Bigaroque
  - Grand Prix de la Boucherie
  - 6e étape de la Route de France
  - 1reb étape de Paris-Bruxelles amateurs (contre-la-montre)
  - 3e du Grand Prix des Fêtes de Cénac-et-Saint-Julien
  - 3e du championnat de France sur route amateurs

### Palmarès professionnel
- 1969
  - Nice-Puget-Nice
- 1970
  - 1reb étape du Tour de Catalogne (contre-la-montre par équipes)
- 1971
  - 3e de Paris-Bourges
  - 4e du Tour de Romandie

## Résultats sur les grands tours

### Tour de France
2 participations
- 1968 : abandon (4e étape)
- 1971 : 36e

### Tour d'Italie
1 participation 
- 1973 : abandon